# دالی کورپوریشن
دالی کورپوریشن (انگلیسی: Dali Corporation) شرکت الکترونیک دانمارکی است، که در سال ۱۹۸۳ تأسیس شد.